# Rhagio pullatus
Rhagio pullatus är en tvåvingeart som först beskrevs av Daniel William Coquillett 1898.  Rhagio pullatus ingår i släktet Rhagio och familjen snäppflugor. Inga underarter finns listade i Catalogue of Life.